# La ribelle (film 1957)
La ribelle (The Green-Eyed Blonde) è un film del 1957 diretto da Bernard Girard.

## Produzione
Il film fu prodotto dall'Arwin Productions.

## Distribuzione
Distribuito dalla Warner Bros., uscì nelle sale cinematografiche statunitensi il 14 dicembre 1957 con il titolo originale The Green-Eyed Blonde.